# Фудбалски савез Габона
Фудбалски савез Габона фр. Fédération Gabonaise de Football (ФЕГАФООТ) је највише фудбалско тело у Габону које се стара о организовању и развоју фудбалског спорта на територији Габона, руководи националмим првенством, купом и свим националним селекцијама Габона.
Савез је основан 1962 и примљен је у Светску фудбалску федерацију ФИФА 1963, а у КАФ Афричку фудбалску конфедерацију 1967. године. 
Национална лига се игра од 1968. године. Најуспешнији клубови су из главног града Либервила, од којих је најпознатији ФК Либервил (11). Национални куп се игра од 1978, а највише трофеја има ФК Мангаспорт (6).
Прву међународну утакмицу резентација Габона одиграла је 13. априла 1960. на Мадагаскару против Горње Волте и изгубила са 4:5.
Боја националне селекције је жута. Своје утакмице репрезентација игра на стадиону у Либервилу, капацитета 40.000 гледалаца.